# Al-Magreb al-Aqsa

Magreb en el siglo XV, representa aproximadamente las tres regiones del Magreb:
Magreb Próximo
Magreb Medio
Magreb Lejano

Al-Magreb al-Aqṣa (en árabe, المغرب الأقصى), traducible como «el Magreb Lejano» o el «Extremo Occidente», es la designación histórica árabe para la región que comprende Marruecos.
Los historiadores medievales árabes usaron el término Balād al-Maghrib (بلاد المغرب), 'países del Magreb', para referirse a las tres subregiones de la región magrebí: Magreb Próximo, Magreb Medio y Magreb Lejano. Algunos geógrafos, como al-Muqaddasi, incluyen en al-Ándalus y la Sicilia musulmana.